# Comuna Moldoveni, Neamț
Moldoveni (în trecut, Porcești) este o comună în județul Neamț, Moldova, România, formată din satele Hociungi și Moldoveni (reședința).

## Așezare
Comuna se află în sud-estul județului, între râurile Români și Siret. Este străbătută de șoseaua județeană DJ158, care o leagă spre est de Secuieni (unde se termină în DN2) și spre sud-vest de Români și în județul Bacău de Buhuși (unde se termină în DN15). La Hociungi, din acest drum se ramifică șoseaua județeană DJ159B, care duce spre sud la Bahna.

## Demografie
Componența etnică a comunei Moldoveni
     Români (96,45%)
     Alte etnii (3,55%)
Componența confesională a comunei Moldoveni
     Ortodocși (96,1%)
     Alte religii (0,25%)
     Necunoscută (3,65%)
Conform recensământului efectuat în 2021, populația comunei Moldoveni se ridică la 1.972 de locuitori, în scădere față de recensământul anterior din 2011, când fuseseră înregistrați 2.207 locuitori. Majoritatea locuitorilor sunt români (96,45%). Din punct de vedere confesional, majoritatea locuitorilor sunt ortodocși (96,1%), iar pentru 3,65% nu se cunoaște apartenența confesională.

## Politică și administrație
Comuna Moldoveni este administrată de un primar și un consiliu local compus din 11 consilieri. Primarul, Marcel-Ioan Bârjoveanu[*], de la Partidul Național Liberal, este în funcție din 2008. Începând cu alegerile locale din 2024, consiliul local are următoarea componență pe partide politice:
|  | Partid                          | Consilieri | Componența Consiliului | Componența Consiliului | Componența Consiliului | Componența Consiliului | Componența Consiliului |
|  | ------------------------------- | ---------- | ---------------------- | ---------------------- | ---------------------- | ---------------------- | ---------------------- |
|  | Partidul Național Liberal       | 5          |                        |                        |                        |                        |                        |
|  | Forța Dreptei                   | 3          |                        |                        |                        |                        |                        |
|  | Partidul Social Democrat        | 2          |                        |                        |                        |                        |                        |
|  | Alianța pentru Unirea Românilor | 1          |                        |                        |                        |                        |                        |

## Istorie
La sfârșitul secolului al XIX-lea, comuna purta numele de Porcești, făcea parte din plasa Siretul de Jos a județului Roman și era formată doar din satul de reședință, cu 1545 de locuitori ce trăiau în 347 de case. În comună existau două biserici și o școală mixtă cu 131 de elevi. La acea vreme, pe teritoriul actual al comunei mai funcționa în aceeași plasă și comuna Hociungi, formată tot numai dintr-un singur sat, cu 920 de locuitori, 240 de case, o biserică de lemn și o școală primară mixtă cu 8 elevi. Anuarul Socec din 1925 consemnează desființarea comunei Hociungi și trecerea satului ei la comuna Porcești, care avea în cele două sate o populație de 3080 de locuitori și care făcea parte din aceeași plasă. În 1931, comunei i-au fost alipite și satele Carol al II-lea, Cuciulați și Secuieni din comuna Secuieni, dar acestea s-au separat din nou la scurt timp.
În 1950, comuna a trecut în administrarea raionului Roman din regiunea Bacău (între 1952 și 1956, din regiunea Iași), iar în 1964, atât comuna, cât și satul ei de reședință, au suferit schimbarea denumirii în cea de Moldoveni. În 1968, comuna a trecut la județul Neamț.

## Monumente istorice
Singurul obiectiv din comună inclus în lista monumentelor istorice din județul Neamț ca monument de interes local este situl arheologic de pe „dealul Gabăra”, de lângă satul Moldoveni, unde s-au găsit urmele unei așezări eneolitice (cultura Cucuteni, faza B) și ale unei necropole din secolele al II-lea–al IV-lea e.n.

## Personalități
- Ioan M. Enescu (1884 - 1972), medic, membru titular al Academiei Române.
- Sergiu Istrate-Purece (n. 1947, Porcești, județul Neamț - d. 1997, Bogdănești, județul Vâlcea), istoric, directorul muzeului județean Vâlcea .Repere biografice: • S-a născut la 7 octombrie 1947, la Porcești (județul Sibiu), în familia soților Istrate și Elena Purece;  • Școala primară și liceul le-a urmat la Râmnicu Vâlcea. Absolvent al Colegiului Național “Mircea cel Bătrân“ în anul 1965;  • În 1970, a absolvit Universitatea din București, Facultatea de Istorie, secția de Istorie Veche și Arheologie.  • Septembrie – octombrie 1970 este profesor de istorie la Școala din comuna Perișani (Vâlcea);  • În perioada 1 noiembrie 1970 – 31 octombrie 1981, funcționează ca arhivist la Filiala Arhivelor Statului din Râmnicu-Vâlcea;  • 1 martie 1981 – 1 noiembrie 1981 este promovat și funcționează ca director la Muzeul „Nicolae Bălcescu”;  • 1 noiembrie 1981, este numit director la Muzeul Județean Vâlcea;  • 15 ianuarie 1992, este destituit, din funcția de director al Muzeului Județean Vâlcea, prin dispoziția semnată de consilierul-șef al Inspectoratului pentru Cultură al județului Vâlcea, în baza ordinului Ministerului Culturii;  • 1 noiembrie 1981 – 20 martie 1997, muzeograf la Muzeul Județean Vâlcea;  • 20 martie 1997, orele 10.20, Sergiu Purece, se stinge din viață, la vârsta de 49 de ani, în localitatea Bogdănești (Bujoreni, jud. Vâlcea). A fost tatăl profesorului universitar Silviu Istrate Purece